# 5749 (ano hebraico)
5749 (hebraico: ה'תשמ"ט) foi um ano hebraico correspondente ao período após o pôr do sol de 11 de setembro de 1988 até ao pôr do sol de 29 de setembro de 1989 do calendário gregoriano.
| Mês judaico | Calendário gregoriano                                                                  |
| ----------- | -------------------------------------------------------------------------------------- |
| Tishrei     | após o pôr do sol de 11 de setembro de 1988 até ao pôr do sol de 11 de outubro de 1988 |
| Cheshvan    | após o pôr do sol de 11 de outubro de 1988 até ao pôr do sol de 9 de novembro de 1988  |
| Kislev      | após o pôr do sol de 9 de novembro de 1988 até aopôr do sol de 8 de dezembro de 1988   |
| Tevet       | após o pôr do sol de 8 de dezembro de 1988 até ao pôr do sol de 6 de janeiro de 1989   |
| Shevat      | após o pôr do sol de 6 de janeiro de 1989 até ao pôr do sol de 5 de fevereiro de 1989  |
| Adar I      | após o pôr do sol de 5 de fevereiro de 1989 até ao pôr do sol de 7 de março de 1989    |
| Adar II     | após o pôr do sol de 7 de março de 1989 até ao pôr do sol de 5 de abril de 1989        |
| Nissan      | após o pôr do sol de 5 de abril de 1989 até ao pôr do sol de 5 de maio de 1989         |
| Iyyar       | após o pôr do sol de 5 de maio de 1989 até ao pôr do sol de 3 de junho de 1989         |
| Sivan       | após o pôr do sol de 3 de junho de 1989 até ao pôr do sol de 3 de julho de 1989        |
| Tammuz      | após o pôr do sol de 3 de julho de 1989 até ao pôr do sol de 1º de agosto de 1989      |
| Av          | após o pôr do sol de 1º de agosto de 1989 até ao pôr do sol de 31 de agosto de 1989    |
| Elul        | após o pôr do sol de 31 de agosto de 1989 até ao pôr do sol de 29 de setembro de 1989  |

## Dados sobre 5749
- Ano embolístico incompleto (chaserah): 383 dias
- Cheshvan e Kislev com 29 dias
- Ciclo solar: 9º ano do 206º ciclo
- Ciclo lunar: 11º ano do 303º ciclo
- Ciclo Shmita: 2º ano
- Ma'aser Sheni (dízimo para Jerusalém)

## Fatos históricos
- 1919º ano da destruição do Segundo Templo
- 41º ano do estabelecimento do Estado de Israel
- 22º ano da libertação de Jerusalém